# 烏馬里亞縣

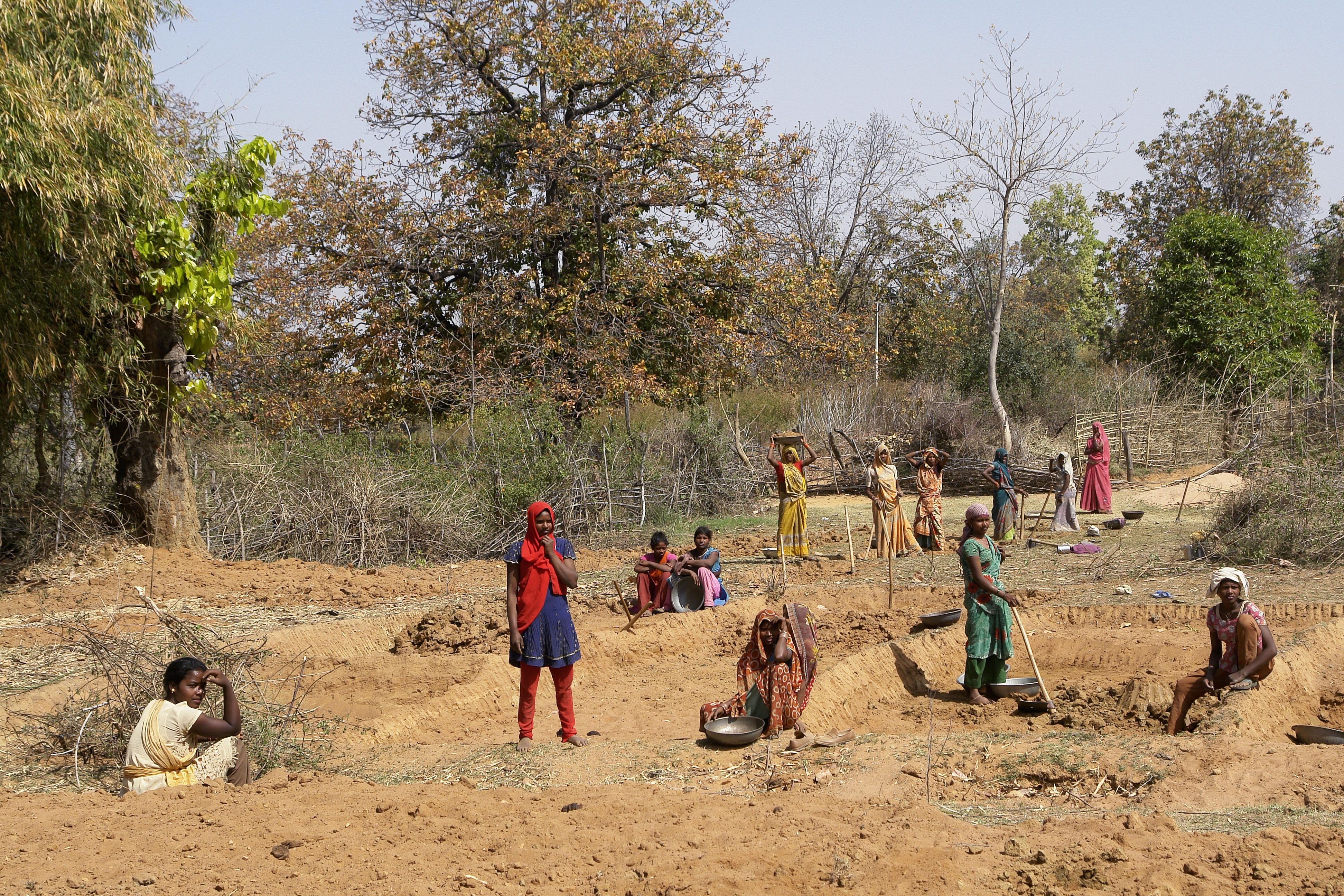

烏馬里亞縣是印度的一個縣，位於該國中部，由中央邦負責管轄，面積4,548平方公里，每年平均降雨量1,093毫米，2011年人口643,579，人口密度每平方公里142人。

## 外部連結
- Umaria District （页面存档备份，存于）
- Syna Tiger Resort Bandhavgarh （页面存档备份，存于）
- （页面存档备份，存于） List of places in Umaria
- Bandhavgarh safari booking 丛林野生动物园 （页面存档备份，存于）

23°31′37″N 80°50′17″E / 23.526847°N 80.838106°E